# Liste de régiments français
Cette page vous oriente vers les listes de régiments français de l'Armée de Terre, passés et actuels.

## Par arme
- Artillerie : voir Régiments d'artillerie français
- Aviation légère de l'armée de terre : voir Régiments de l'aviation légère de l'armée de terre
- Cavalerie : voir Régiment de cavalerie français. Cette liste comprend également les régiments de l’arme blindée-cavalerie
- Service de santé des armées : voir Régiment médical
- Génie militaire : voir Régiment du génie français
- Infanterie : voir Régiment d’infanterie français
- Matériel : voir Régiment du matériel français
- Train : voir Régiment du train français
- Transmissions : voir Régiment de transmissions français

## Les unités particulières
- La Légion étrangère : voir Liste des unités de la Légion étrangère
- Les troupes coloniales et de marine, troupes d'Afrique : voir Régiments des colonies
- Les troupes aéroportées : Régiment parachutiste français
- La brigade franco-allemande : voir 1er régiment d'infanterie
- Les régiments FFI : à la fin de la Seconde Guerre mondiale, les FFI constituent d’importants contingents qui sont amalgamés à l’armée régulière, en constituant dans un premier temps des unités portant le nom de leur région d’origine